# ハットフィールド脱線事故

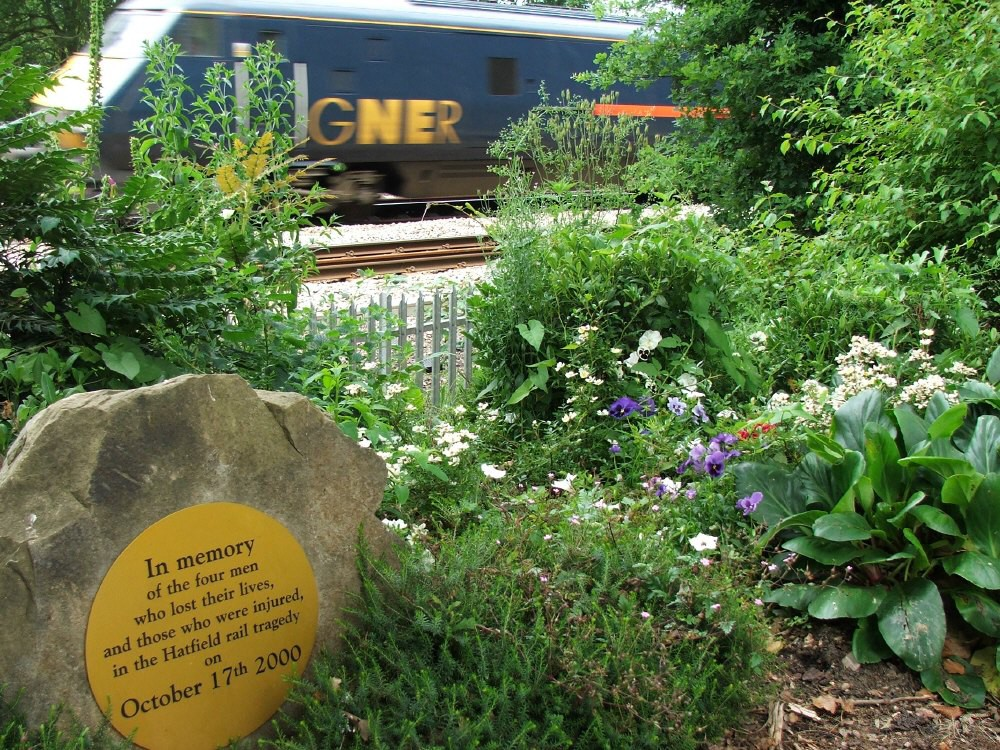
事故現場に設置された慰霊碑

ハットフィールド脱線事故（ハットフィールドだっせんじこ、英語:Hatfield rail crash）は、2000年10月17日にイギリスのハートフォードシャー、ハットフィールドの東海岸本線で発生した列車脱線事故である。グレート・ノース・イースタン・レイルウェイ（GNER）の高速列車インターシティー225が脱線し、死者4名、負傷者70名以上を出した事故となった。

## 事故の概要
2000年10月17日12時23分、ロンドンのキングス・クロス発リーズ行の特急列車が、ウェルハムグリーン - ハットフィールド間の緩やかな曲線を通過中に列車の一部が脱線・横転した。場所はロンドンから北に27kmの地点で、脱線時の速度は約毎時117マイル(時速188km)、曲線半径1460mの緩やかなカーブを走行中であった。
事故を起こした列車の編成は、インターシティー225の91形電気機関車1両、マーク4客車9両(前から8両目は食堂車)、制御荷物車（DVT）1両の11両編成で、機関車側が走行方向であった。先頭機関車と続く2両の客車は脱線を免れたが、残り9両はすべて脱線し、その内の7、8両目が転倒までに至った。

## 原因
脱線の原因は、レールに既に発生していた疲労亀裂からレールが破断したことである。事故の調査で、事故現場から300個のレールの破片が採取された。採取された破片の調査により、レール頭部から垂直方向に進展していた疲労亀裂が存在していたことが確認され、これがレールの破断をもたらしたと推定された。